# 봉황초등학교 (경남)
봉황초등학교는 대한민국 경상남도 밀양시 초동면 덕산5길 4 (덕산리)에 있었던 공립 초등학교이다.

## 연혁
- 1938년 3월 10일 초동공립심상소학교 부설 봉황간이학교
- 1944년 3월 12일 초동국민학교 봉황분교
- 1949년 3월 15일 봉황국민학교 인가
- 1996년 3월 1일 봉황초등학교로 개칭
- 1999년 2월 19일 제50회 졸업식(2374명)
- 1999년 9월 1일 초동초등학교로 통폐합